# Антифашистко събрание за народно освобождение на Югославия
Антифашистикото събрание за народно освобождение на Югославия или АВНОЮ (на сръбски: Антифашистичко веће народног ослобођења Југославије – АВНОЈ) е формирано на 26 и 27 ноември 1942 година в Бихач като общонационално и общополитическо представителство на комунистическото движение в окупирана Югославия.

## Първо заседание на АВНОЮ
Спед капитулацията на Югославската армия на 17 април 1941 година Кралство Югославия е поделено между Нацистка Германия, Италия, Унгария и България. В Хърватия и части от Босна и Херцеговина се създава Независима хърватска държава (НХД). Съпротивата срещу окупационните режими, установени в страната, и срещу хърватските власти активизира ЮКП, в онзи период в нелегалност, която взема връх и главна роля в югославската съпротива.
На 26 ноември 1942 година партизанските лидери свикват първото заседание на АВНОЮ в Бихач с цел сдобиването на политическа легитимност. На заседанието присъстват комунистически представители и некомунистически партизански дейци, които дават подкрепата си на Йосип Броз Тито за:
- демокрация
- права на всички етнически групи
- неприкосновеност на частната собственост
- свобода на индивидуална икономическа инициатива на различните групи.

През 1943 година Германия започва офанзива и успява да си върне контрола над Югославия в очакването на Съюзниците на Балканите. Страхувайки се, че от тази инвазия ще има полза и четническото движение, основния противник на комунистите в Югославия, партизаните нападат силите на полковник Драголюб Михайлович и през март побеждават четниците в Херцеговина и Черна гора.
През май същата година немски, италиански, български и хърватски части предприемат операция „Schwarz“ срещу комунистическите партизани, в която партизаните успяват да избягат от немската хватка. Това се оказва преломен момент и когато Италия капитулира през септември, партизаните успяват да заграбят италианско оръжие, с което налагат контрола си над адриатическото крайбрежие.

## Второ заседание на АВНОЮ
На второто заседание на АВНОЮ на 29 и 30 ноември 1943 в Яйце е прието решение за образуване на Национален комитет за освобождение на Югославия, с функции на временно правителство. Одобрен е план за изготвяне на конституция на бъдещата Югославия като федеративна и демократична държава и признаване на националните права на всички нейни народи. Така се ражда новата, трета югославска държава. На заседанието на АВНОЮ присъстват 142 от избраните 295 делегати, което прави заседанието нелегитимно, защото е заседавало при липса на кворум. Решено е, че след войната в уреждането на бъдещата държава ще участват всички нейни народи.

## Трето заседание на АВНОЮ
Третото заседание на АВНОЮ е от 7 до 10 август 1945 в Белград. В това заседание антифашисткото събрание е конституирано като Временно народно събрание със задача да подготви свикването на Конституционнотворна скупщина (Учредително събрание). През ноември 1945 г. се провеждат избори. Листата на Народния фронт печели 96% от гласовете. На 29 ноември 1945 г. Народната скупщина провъзгласява създаването на Федеративна народна република Югославия (ФНРЮ). Югославия формално е обявена за федеративна общност на 6 равноправни републики, като на практика хегемонията на Белград се запазва до разпада на държавата през 1991 г.

## Историческа развръзка
От 3 юни 2006 година, държава с името Югославия не съществува.